# Sportgemeinschaft Dynamo Dresden 2010-2011
Questa voce raccoglie le informazioni riguardanti la Sportgemeinschaft Dynamo Dresden nelle competizioni ufficiali della stagione 2010-2011.

## Stagione
Nella stagione 2010-2011 il Dinamo Dresda, allenato da Matthias Maucksch e Ralf Loose, concluse il campionato di 3. Liga al 3º posto, vinse i play-off con l'Osnabrück e fu promosso in 2. Bundesliga.

## Rosa
| N. |                     | Ruolo | Calciatore        |
| -- | ------------------- | ----- | ----------------- |
| 1  | Germania (bandiera) | P     | Axel Keller       |
| 2  | Germania (bandiera) | C     | Marcel Wächter    |
| 3  | Germania (bandiera) | D     | Tim Kister        |
| 4  | Germania (bandiera) | C     | Denny Herzig      |
| 5  | Germania (bandiera) | D     | Thomas Hübener    |
| 8  | Germania (bandiera) | C     | Timo Röttger      |
| 10 | Germania (bandiera) | A     | Dani Schahin      |
| 11 | Germania (bandiera) | C     | Gerrit Müller     |
| 13 | Germania (bandiera) | P     | Benjamin Kirsten  |
| 14 | Germania (bandiera) | C     | Maik Kegel        |
| 15 | Germania (bandiera) | D     | Florian Jungwirth |
| 17 | Germania (bandiera) | C     | Lars Jungnickel   |
| 18 | Germania (bandiera) | D     | Jonas Strifler    |
| 19 | Germania (bandiera) | D     | Toni Leistner     |

| N. |                     | Ruolo | Calciatore         |
| -- | ------------------- | ----- | ------------------ |
| 20 | Germania (bandiera) | D     | Thomas Franke      |
| 21 | Germania (bandiera) | C     | Dennis Bührer      |
| 22 | Germania (bandiera) | D     | Florian Grossert   |
| 23 | Germania (bandiera) | C     | Sascha Pfeffer     |
| 24 | Germania (bandiera) | C     | David Solga        |
| 25 | Germania (bandiera) | C     | Robert Koch        |
| 26 | Germania (bandiera) | C     | Maik Wagefeld      |
| 27 | Germania (bandiera) | C     | Sebastian Schuppan |
| 28 | Germania (bandiera) | C     | Marcel Franke      |
| 30 | Germania (bandiera) | C     | Oliver Merkel      |
| 31 | Germania (bandiera) | A     | Paul Walther       |
| 33 | Germania (bandiera) | A     | Alexander Esswein  |
| 40 | Germania (bandiera) | C     | Cristian Fiél      |

## Organigramma societario
Area tecnica
- Allenatore: Ralf Loose
- Allenatore in seconda: Nico Däbritz, Nikica Maglica
- Preparatore dei portieri: Thomas Köhler
- Preparatori atletici:

## Calciomercato

### Sessione estiva
| Acquisti | Acquisti           | Acquisti              | Acquisti |
| R.       | Nome               | da                    | Modalità |
| -------- | ------------------ | --------------------- | -------- |
| A        | Alexander Esswein  | Wolfsburg             |          |
| A        | Shergo Biran       | Union Berlino         |          |
| C        | Dennis Bührer      | Rot-Weiss Essen       |          |
| D        | Thomas Franke      | Energie Cottbus       |          |
| D        | Florian Grossert   | Hansa Rostock         |          |
| C        | Denny Herzig       | Rot-Weiss Essen       |          |
| D        | Tim Kister         | Rot-Weiss Francoforte |          |
| A        | Marc Sand          | SV Pasching 16        |          |
| C        | Sebastian Schuppan | Paderborn             |          |
| C        | Marcel Wächter     | Dinamo Dresda U19     |          |

| Cessioni | Cessioni              | Cessioni          | Cessioni |
| R.       | Nome                  | a                 | Modalità |
| -------- | --------------------- | ----------------- | -------- |
| C        | Christian Mikolajczak | Elversberg        |          |
| D        | Cataldo Cozza         | Eintracht Treviri |          |
| A        | Pavel Dobrý           | Chemnitz          |          |
| P        | Oliver Birnbaum       | Plauen            |          |
| D        | Christoph Klippel     | Hallescher        |          |
| C        | Ronny Nikol           | Carl Zeiss Jena   |          |
| D        | Markus Palionis       | Paderborn         |          |
| A        | Halil Savran          | Union Berlino     |          |
| C        | Tony Schmidt          | Meuselwitz        |          |
| C        | Mirko Soltau          | Dinamo Dresda II  |          |
| D        | Philipp Zeiger        | Plauen            |          |

### Sessione invernale
| Acquisti | Acquisti     | Acquisti       | Acquisti |
| R.       | Nome         | da             | Modalità |
| -------- | ------------ | -------------- | -------- |
| A        | Dani Schahin | Greuther Fürth |          |

| Cessioni | Cessioni       | Cessioni            | Cessioni |
| R.       | Nome           | a                   | Modalità |
| -------- | -------------- | ------------------- | -------- |
| A        | Tore Gundersen | Hamarkameratene     |          |
| A        | Shergo Biran   | Magdeburgo          |          |
| A        | Marc Sand      | Bayer Leverkusen II |          |

## Risultati

### 3. Liga

#### Girone di andata
| Arbitro: | Valentin |

|                        |           |           |
| Kumbela 9’ Kruppke 55’ | Marcatori | 13’ Kegel |

| Arbitro: | Meyer |

|                          |           |  |
| Müller 34’ Gundersen 53’ | Marcatori |  |

| Arbitro: | Sönder |

|                               |           |  |
| Schnatterer 7’ Mayer 48’, 84’ | Marcatori |  |

| Arbitro: | Aytekin |

|          |           |                |
| Sand 13’ | Marcatori | 57’ Schipplock |

| Arbitro: | Grudzinski |

|                              |           |  |
| Koch 34’ Kister 65’ Sand 90’ | Marcatori |  |

| Arbitro: | Schriever |

|                                          |           |             |
| Löning 20’, 41’ Danneberg 25’ Zinnow 66’ | Marcatori | 87’ Esswein |

| Arbitro: | Nowak |

|                           |           |          |
| Esswein 24’, 46’ Koch 50’ | Marcatori | 35’ Deul |

| Arbitro: | Drees |

|                 |           |                     |
| Abrahám 7’, 80’ | Marcatori | 32’ Koch 53’ Müller |

| Arbitro: | Gagelmann |

|             |           |            |
| Esswein 82’ | Marcatori | 50’ Haller |

| Arbitro: | Beitinger |

|  |           |            |
|  | Marcatori | 22’ Müller |

| Arbitro: | Glasmacher |

|                |           |  |
| Jungnickel 41’ | Marcatori |  |

| Arbitro: | Aytekin |

|                                |           |  |
| Zedi 20’ Ströhl 57’ Semmer 63’ | Marcatori |  |

| Arbitro: | Rafati |

|                        |           |                                         |
| Esswein 29’ Müller 49’ | Marcatori | 25’ von Walsleben-Schied 85’ Ziegenbein |

| Arbitro: | Winkmann |

|  |           |             |
|  | Marcatori | 69’ Esswein |

| Arbitro: | Alt |

|             |           |          |
| Esswein 70’ | Marcatori | 7’ Kroos |

| Arbitro: | Kunzmann |

|  |           |             |
|  | Marcatori | 58’ Esswein |

| Arbitro: | Unger |

|  |           |               |
|  | Marcatori | 79’ Makarenko |

| Arbitro: | Schmidt |

|  |           |                      |
|  | Marcatori | 40’ Esswein 52’ Koch |

| Arbitro: | Osmers |

|                             |           |  |
| Kopilaš 56’ (aut.) Koch 90’ | Marcatori |  |

#### Girone di ritorno
| Arbitro: | Gräfe |

|                    |           |            |
| Schahin 74’ (rig.) | Marcatori | 84’ Fetsch |

| Arbitro: | Drees |

|            |           |  |
| Hähnge 83’ | Marcatori |  |

| Dresda 26 marzo 2011, ore 14:00 CET 22ª giornata | Dinamo Dresda | 0 – 0 referto | Heidenheim | glücksgas stadion (22 455 spett.)\| Arbitro: \| Unger \| |
| Arbitro:                                         | Unger         |               |            |                                                          |

| Arbitro: | Cortus |

|         |           |  |
| Vier 6’ | Marcatori |  |

| Arbitro: | Dittrich |

|                                    |           |                         |
| Mann 18’ Zimmermann 49’ Sieger 76’ | Marcatori | 72’ Röttger 90’ Esswein |

| Arbitro: | Thielert |

|                                   |           |            |
| Solga 47’ Röttger 78’ Esswein 89’ | Marcatori | 74’ Löning |

| Arbitro: | Aarnink |

|         |           |                     |
| Erb 43’ | Marcatori | 24’ Kegel 41’ Solga |

| Arbitro: | Sippel |

|                              |           |  |
| Röttger 13’ Esswein 62’, 70’ | Marcatori |  |

| Arbitro: | Thomsen |

|  |           |                    |
|  | Marcatori | 51’ (rig.) Schahin |

| Arbitro: | Steinberg |

|                             |           |  |
| Schahin 9’, 60’ Röttger 38’ | Marcatori |  |

| Arbitro: | Seidel |

|          |           |  |
| Sulu 52’ | Marcatori |  |

| Arbitro: | Christ |

|             |           |                                    |
| Schuppan 4’ | Marcatori | 21’ Malura 25’ Stenzel 77’ Drexler |

| Arbitro: | Zwayer |

|            |           |  |
| Müller 14’ | Marcatori |  |

| Arbitro: | Fritz |

|             |           |  |
| Hübener 26’ | Marcatori |  |

| Arbitro: | Beitinger |

|  |           |                                      |
|  | Marcatori | 26’ Schahin 51’ Esswein 62’ Grossert |

| Arbitro: | Bandurski |

|                                   |           |  |
| Esswein 37’, 54’ Schahin 76’, 87’ | Marcatori |  |

| Arbitro: | Weiner |

|            |           |          |
| Engler 88’ | Marcatori | 77’ Koch |

| Arbitro: | Drees |

|                                 |           |  |
| Esswein 40’ Schuppan 63’ (rig.) | Marcatori |  |

| Arbitro: | Perl |

|                           |           |                               |
| Mesic 45’ Fiél 68’ (aut.) | Marcatori | 10’, 74’ Schahin 26’ Schuppan |

#### Spareggio promozione-retrocessione
| Arbitro: | Gräfe |

|          |           |                       |
| Koch 76’ | Marcatori | 66’ (aut.) Jungnickel |

| Arbitro: | Kinhöfer |

|                  |           |                                |
| Mauersberger 45’ | Marcatori | 61’ Fiél 94’ Schahin 119’ Koch |

## Statistiche

### Statistiche di squadra
| Competizione                       | Punti | In casa | In casa | In casa | In casa | In casa | In casa | In trasferta | In trasferta | In trasferta | In trasferta | In trasferta | In trasferta | Totale | Totale | Totale | Totale | Totale | Totale | DR  |
| Competizione                       | Punti | G       | V       | N       | P       | Gf      | Gs      | G            | V            | N            | P            | Gf           | Gs           | G      | V      | N      | P      | Gf     | Gs     | DR  |
| ---------------------------------- | ----- | ------- | ------- | ------- | ------- | ------- | ------- | ------------ | ------------ | ------------ | ------------ | ------------ | ------------ | ------ | ------ | ------ | ------ | ------ | ------ | --- |
| 3. Liga                            | 65    | 19      | 11      | 6       | 2       | 34      | 12      | 19           | 8            | 2            | 9            | 21           | 25           | 38     | 19     | 8      | 11     | 55     | 37     | +18 |
| Spareggio promozione-retrocessione | -     | 1       | 0       | 1       | 0       | 1       | 1       | 1            | 1            | 0            | 0            | 3            | 1            | 2      | 1      | 1      | 0      | 4      | 2      | +2  |
| Totale                             | 65    | 20      | 11      | 7       | 2       | 35      | 13      | 20           | 9            | 2            | 9            | 24           | 26           | 40     | 20     | 9      | 11     | 59     | 39     | +20 |

### Andamento in campionato
| Giornata  | 1  | 2 | 3  | 4  | 5  | 6  | 7 | 8 | 9 | 10 | 11 | 12 | 13 | 14 | 15 | 16 | 17 | 18 | 19 | 20 | 21 | 22 | 23 | 24 | 25 | 26 | 27 | 28 | 29 | 30 | 31 | 32 | 33 | 34 | 35 | 36 | 37 | 38 |
| --------- | -- | - | -- | -- | -- | -- | - | - | - | -- | -- | -- | -- | -- | -- | -- | -- | -- | -- | -- | -- | -- | -- | -- | -- | -- | -- | -- | -- | -- | -- | -- | -- | -- | -- | -- | -- | -- |
| Luogo     | T  | C | T  | C  | C  | T  | C | T | C | T  | C  | T  | C  | T  | C  | T  | C  | T  | C  | C  | T  | C  | T  | T  | C  | T  | C  | T  | C  | T  | C  | T  | C  | T  | C  | T  | C  | T  |
| Risultato | P  | V | P  | N  | V  | P  | V | N | N | V  | V  | P  | N  | V  | N  | V  | P  | V  | V  | N  | P  | N  | P  | P  | V  | V  | V  | V  | V  | P  | P  | P  | V  | V  | V  | N  | V  | V  |
| Posizione | 11 | 9 | 12 | 11 | 10 | 12 | 7 | 9 | 9 | 6  | 6  | 6  | 7  | 7  | 7  | 5  | 7  | 5  | 4  | 5  | 5  | 6  | 7  | 8  | 8  | 7  | 4  | 5  | 4  | 6  | 6  | 6  | 6  | 6  | 4  | 3  | 3  | 3  |

Legenda:

Luogo: C = Casa; T = Trasferta. Risultato: V = Vittoria; N = Pareggio; P = Sconfitta.

### Statistiche dei giocatori
| Giocatore     | 3. Liga  | 3. Liga | 3. Liga     | 3. Liga    | Spareggio | Spareggio | Spareggio   | Spareggio  | Totale   | Totale | Totale      | Totale     |
| Giocatore     | Presenze | Reti    | Ammonizioni | Espulsioni | Presenze  | Reti      | Ammonizioni | Espulsioni | Presenze | Reti   | Ammonizioni | Espulsioni |
| ------------- | -------- | ------- | ----------- | ---------- | --------- | --------- | ----------- | ---------- | -------- | ------ | ----------- | ---------- |
| S. Biran      | 5        | 0       | 1           | 0          | 0         | 0         | 0           | 0          | 5        | 0      | 1           | 0          |
| D. Bührer     | 23       | 0       | 3           | 1          | 2         | 0         | 1           | 0          | 25       | 0      | 4           | 1          |
| A. Esswein    | 31       | 17      | 9           | 0          | 2         | 0         | 1           | 0          | 33       | 17     | 10          | 0          |
| C. Fiél       | 23       | 0       | 2           | 0          | 2         | 1         | 1           | 0          | 25       | 1      | 3           | 0          |
| M. Franke     | 1        | 0       | 0           | 0          | 0         | 0         | 0           | 0          | 1        | 0      | 0           | 0          |
| T. Franke     | 10       | 0       | 1           | 0          | 0         | 0         | 0           | 0          | 10       | 0      | 1           | 0          |
| K. Fritz      | 0        | 0       | 0           | 0          | 0         | 0         | 0           | 0          | 0        | 0      | 0           | 0          |
| F. Grossert   | 11       | 1       | 1           | 0          | 0         | 0         | 0           | 0          | 11       | 1      | 1           | 0          |
| T. Gundersen  | 8        | 1       | 1           | 0          | 0         | 0         | 0           | 0          | 8        | 1      | 1           | 0          |
| D. Herzig     | 17       | 0       | 2           | 0          | 0         | 0         | 0           | 0          | 17       | 0      | 2           | 0          |
| T. Hübener    | 32       | 1       | 6           | 1          | 2         | 0         | 0           | 0          | 34       | 1      | 6           | 1          |
| L. Jungnickel | 36       | 1       | 6           | 0          | 2         | 0         | 1           | 0          | 38       | 1      | 7           | 0          |
| F. Jungwirth  | 25       | 0       | 4           | 0          | 2         | 0         | 0           | 0          | 27       | 0      | 4           | 0          |
| M. Kegel      | 27       | 2       | 3           | 0          | 1         | 0         | 0           | 0          | 28       | 2      | 3           | 0          |
| A. Keller     | 22       | 0       | 0           | 0          | 0         | 0         | 0           | 0          | 22       | 0      | 0           | 0          |
| B. Kirsten    | 17       | 0       | 0           | 0          | 2         | 0         | 0           | 0          | 19       | 0      | 0           | 0          |
| T. Kister     | 21       | 1       | 2           | 0          | 0         | 0         | 0           | 0          | 21       | 1      | 2           | 0          |
| R. Koch       | 34       | 6       | 3           | 1          | 2         | 2         | 0           | 0          | 36       | 8      | 3           | 1          |
| T. Leistner   | 1        | 0       | 0           | 0          | 0         | 0         | 0           | 0          | 1        | 0      | 0           | 0          |
| O. Merkel     | 0        | 0       | 0           | 0          | 0         | 0         | 0           | 0          | 0        | 0      | 0           | 0          |
| G. Müller     | 24       | 4       | 1           | 0          | 2         | 0         | 0           | 0          | 26       | 4      | 1           | 0          |
| S. Pfeffer    | 26       | 0       | 1           | 0          | 0         | 0         | 0           | 0          | 26       | 0      | 1           | 0          |
| T. Röttger    | 29       | 4       | 1           | 0          | 2         | 0         | 1           | 0          | 31       | 4      | 2           | 0          |
| M. Sand       | 13       | 2       | 0           | 0          | 0         | 0         | 0           | 0          | 13       | 2      | 0           | 0          |
| D. Schahin    | 12       | 9       | 2           | 1          | 2         | 1         | 1           | 0          | 14       | 10     | 3           | 1          |
| S. Schuppan   | 27       | 3       | 5           | 0          | 1         | 0         | 0           | 0          | 28       | 3      | 5           | 0          |
| D. Solga      | 16       | 2       | 3           | 0          | 2         | 0         | 2           | 0          | 18       | 2      | 5           | 0          |
| J. Strifler   | 27       | 0       | 6           | 0          | 1         | 0         | 0           | 0          | 28       | 0      | 6           | 0          |
| M. Wagefeld   | 0        | 0       | 0           | 0          | 0         | 0         | 0           | 0          | 0        | 0      | 0           | 0          |
| P. Walther    | 1        | 0       | 0           | 0          | 0         | 0         | 0           | 0          | 1        | 0      | 0           | 0          |
| M. Wächter    | 0        | 0       | 0           | 0          | 0         | 0         | 0           | 0          | 0        | 0      | 0           | 0          |